# Manastirsko
Manastirsko (bułg. Манастирско) – wieś w Bułgarii, w obwodzie Razgrad, w gminie Łoznica. W 2023 roku liczyła 167 mieszkańców.